# Verfälschung
Als Verfälschung bezeichnet man das absichtliche oder unabsichtliche Verändern eines bereits existierenden Gegenstandes oder einer bereits bestehenden Nachricht.
Im Gegensatz zur Fälschung bezieht sich die Verfälschung auf ein existierendes Objekt; als Fälschung bezeichnet man die bewusste Herstellung eines Objektes oder einer Information zur Täuschung Dritter. Werden Informationen gefälscht, das heißt neu erfunden, spricht man auch von Lüge oder Fake.
Die absichtliche Verfälschung von Objekten wird naturgemäß gezielt angewendet, um dadurch gegenüber Dritten einen Vorteil zu erlangen oder sie zu schädigen. Somit ist sie oftmals für die Betroffenen schwerer zu identifizieren. Handelt es sich um materielle Gegenstände, so können Verfälschungen allein dadurch schwer zu erkennen sein, weil sie sich auf einen Originalgegenstand beziehen, dem (anfänglich) ein großes Grundvertrauen entgegengebracht wird. So basierte der Busang-Schwindel von 1997 auf der systematischen Verfälschung von geologischen Gesteinsproben, mit denen die Existenz einer riesigen Goldlagerstätte vorgetäuscht wurde.
Die unabsichtliche Verfälschung bezeichnet die Veränderung von Informationen durch Hinzufügen oder Weglassen von (manchmal) nicht unwesentlichen Teilen ohne die konkrete Absicht dadurch einen Vorteil zu erlangen. Auf materielle Gegenstände bezogen versteht man unter der unabsichtlichen Verfälschung die Veränderung des Originalgegenstandes durch Hinzufügen oder Entfernen von (nicht originalen) Teilen (Zubehör), Schriften oder Zeichnungen.
Das Problem bei der unabsichtlichen Verfälschung besteht zuerst in der Verifizierung bzw. Falsifizierung der hinzugefügten oder entfernten Teile/Informationen und anschließend in der Bewertung der Wichtigkeit und Bedeutung der identifizierten Teile auf den Originalgegenstand.
Der Begriff hat ebenfalls eine erhebliche Bedeutung im Bereich der Lebensmittelüberwachung und der Lebensmittelchemie, in dem eine Lebensmittelverfälschung, die ja bereits in älterer Zeit vorkam, eine (meist) strafbare und unerwünschte Manipulation von Lebensmitteln zum Nachteil von Kunden und Verbrauchern meint, beispielsweise wenn Gemüse aus konventionellem Anbau als teure Bioware deklariert verkauft wird.

## Warnhinweise auf Banknoten
Auf dem 50- und dem 100-DM-Scheinen der zweiten Serie stand ein kleingedruckter Hinweis: Wer Banknoten nachmacht oder verfälscht, oder nachgemachte oder verfälschte sich verschafft und in Verkehr bringt, wird mit Freiheitsstrafe nicht unter zwei Jahren bestraft. Dieser Hinweis ist ebenfalls auf der Rückseite aller Scheine der dritten Serie („BBk I“) vorhanden.
Das Zitat der damaligen Regelung für Geldfälschung aus dem StGB sollte der Prävention dienen und hat rechtlich keine Bedeutung, bei der vierten Serie („BBk III“) ist er ersatzlos entfallen.